# 윤명선 (1900년)
윤명선(尹明善, 1900년 9월 1일 - 1946년 2월 21일)은 일제강점기 조선과 만주국의 관료, 럭비 선수, 문인이다. 조선총독부 경성지방법원 예하 서기관 등을 지냈다.
그는 윤치오(尹致旿)와 이숙경의 둘째 아들이며 서울대학교 총장과 부총장을 지낸 의학자 겸 교육자 윤일선의 동생이었다. 제4대 대한민국 대통령을 지낸 윤보선의 사촌동생이었다. 부인은 공주 갑부로 유명한 김갑순(金甲淳)의 딸인 김정자(金貞子)이다. 본관은 해평이다.
보성전문을 거쳐 일본에 유학하여 동경제국대학 법문학부에 입학했다. 그 후 동경제대 법문학부를 졸업, 귀국하였으며 일본 고등문관시험에 합격, 관료생활을 했고 만주국 총무청 사계처(司計處) 통계과장, 총무청 고등문관고시위원회 임시위원이, 임시국세조사사무국 서무과장, 대륙과학원 총무과장, 만주국 통계처 총무과장, 1942년 2월 전매총국 주정과장(酒精科長) 등을 거쳐 만주국 젠다오 성 공서 민생청장, 만주 간도성 민생청장 등을 역임하고, 만주국 간도성 차장에 이르렀다. 1946년 2월 21일에 서울 중구 황금정(을지로)에서 괴한의 피습을 받고 사망하였다.
'화폐 제조기'라 불렸던 충남 공주 갑부 동우 김갑순(金甲淳)의 사위이기도 하다.

## 생애

### 생애 초반
윤명선은 1900년(광무 3년) 9월 1일 충청남도 아산군 둔포면 신항1리 신촌마을에서 대한제국의 학무국장 윤치오와 이숙경의 둘째 아들로 태어났다.
조선 선조때의 형제 정승 오음윤두수, 월정윤근수 형제의 후손으로, 고조부는 통덕랑으로 사후 이조참의와 의정부참찬에 추증된 윤득실이고 증조부는 지중추부사 증 의정부찬정 윤취동이며 할아버지는 자헌대부 육군참장과 토포사, 안성군수 등을 지낸 윤영렬이다. 종조부는 윤웅렬이고, 그의 5촌 당숙은 구한 말의 개화파이자 교육, 계몽사상가였던 윤치호, 군의관 윤치왕이었다. 윤치영은 그의 숙부였다.
형 윤일선은 한국의 초기 해부학자, 병리학자였고 서울대 부총장과 서울대 총장을 지냈다.
일출소학교를 거쳐 경성중학교에 진학하였고, 1922년 3월 경성고등보통학교 사범과를 우등으로 졸업하였다. 그뒤 경성의 보성전문학교(고려대학교의 전신)를 졸업하였다. 그 뒤 일본으로 유학하여 제3고등학교를 졸업한 후, 1928년 일본 도쿄 제국대학 법학부 정치학과를 졸업, 바로 귀국하였다.
도쿄제국대학 재학 중 그는 럭비 선수로 활동했다. 럭비풋볼을 좋아했던 그는 보성전문학교 시절부터 럭비선수로 활동하였다.

### 공직 생활
1928년부터 1929년에는 어의동공립보통학교 훈도로 재직하였다. 이때 그는 충청남도 공주의 갑부 김갑순의 딸 김정자(金貞子)와 결혼하였다. 김정자 역시 경성사범전문학교에서 강사, 교수로 재직하고 있었다. 어의동공립보통학교 훈도로 재직 중이던 1926년 판임관 시험에 합격하여 경성지방법원 서기과 판임관견습(判任官見習)을 하였다. 1927년 경성지방법원 서기과 서기로 부임했다가, 경성여자보통학교 훈도가 되었다.
1929년 경성여자보통학교 훈도로 재직 중 조선총독부가 주관한 고등문관시험에 합격하여, 훈도를 그만두고 견습관으로 부임하였으며 1930년 조선총독부 토지개량부 수리과속이 되었다가 다시 경성지방법원 서기관이 되었으며 1931년 다시 총독부 토지개량부 수리과속이 되었다. 1931년 경성지방법원 춘천지청 서기과 감독으로 파견되었다가 다시 토지개량부 수리과속이 되었다.

### 만주국 관료 생활
1934년 만주로 이주, 그해 3월 만주국의 관료로 특채, 총무청 주계처 계원에 임명되었다. 3월 만주국 정부로부터 건국공로장과 건국대전기념장을 수여받았다.
1935년 국무원 총무청 주계처 사무관으로 승진, 총무청 주계처 계원으로 발령되었다가 만주국 대륙과학원 총무과장으로 부임하였다. 1935년 9월 황제방일기념 특별훈장을 받았다. 한편 교민사회에서도 활동하면서 만주국 럭비축구협회 이사에 선출되고 신징조선인교민회에 가입, 평의원에 선출되었다. 1937년 5월 만주국훈7휘 주국장을 수여받았다. 1938년 이사관, 천임관 3등으로 승진, 만주국 총무청 통계처로 발령받고 통계처 통제과장, 총무과장이 됐다. 1940년 통계처 통계과장이 되고, 그 해 5월 총무청 고등문관고시위원회 임시위원이 되고, 만주국 국세청 임시국세조사사무국 서무과장을 겸임하였다.
1940년 문중 결의로 창씨개명하였으나 그는 만주국에 있었으므로 국내의 창씨개명령에 불참할 수 있었다.
1940년 1월 협화회 신경지구 거주 조선인분회인 수도계림분회의 회원이 되었다. 8월 협화회 수도계림분회에서 만주 거주 조선인 교육사업을 위해 설치한 조선인교육후원회에 신징지역 후원위원으로 참여하였다. 10월 30일 수도계림분회에서 한인 공산주의 활동가들의 귀순을 위해 조직된 동남지구특별공작후원회가 설치되자 간사로 선출되었다.
1941년 7월 국세납부 조사에 기여한 공으로 만주국 국세조사기념장을 받았다. 1942년 2월 전매총국 이사관으로 발령, 전매총국 주정과장(酒精科長)을 지내고, 동 9월 천임관 1등으로 승진했다. 1944년 12월 젠다오 성 민생청장으로 부임하였다. 곧 간임관 2등으로 승급하고 1945년 젠다오 성 차장으로 승진했다.

### 피습과 최후
1945년 8월 일본 제국의 패망과 동시에 귀국했다. 그러나 1946년 2월 21일 경성부 자택에서 괴한의 피습을 받고 살해되었다.
1946년 2월 21일 저녁 서울특별자유시 중구 황금정(을지로)에서 만주국 관료였던 윤명선(尹明善), 안익조(安益祚) 등이 강도 홍성우(洪性禹, 별명 꺽쇠), 김필순(金弼淳, 별명 떼부), 유정석(兪政奭, 별명 청수(淸水)), 김지양(金智陽, 땅딸보) 등에게 살해되었다. 이들은 2월 23일 신정 유곽과 집에서 각각 검거되었다. 1946년 2월 21일 서울시 중구 황금정 조선취인소 부근에서 홍성우, 김필순, 자정석, 김지양 등은 그날 밤 윤명선과 친구 안익조가 함께 전기취인소 부근에 도착하자 '술을 먹고 다니는 놈들은 건국의 방해자다' 하고 먼저 안익조를 구타한 후 시계를 강탈하여 도주하였다.
안익조는 윤명선을 남겨두고 시계 강탈범을 추격하였는데, 그 사이에 나머지 강도들은 윤명선을 구타하였다. 윤명선은 심한 구타를 당하여 중구의 병원으로 이송되었지만 뇌진탕으로 사망하였다. 2월 21일 밤 11시 대동병원(구, 삼포병원)으로 이송되었지만 결국 심한 뇌진탕과 출혈로 그는 깨어나지 못했다. 장례식은 4일 후인 1946년 2월 25일 열렸고 상오 10시에 병원에서 발인하였다. 그의 나이 향년 46세였다.

### 사후
서울 제6관구 경찰서는 2월 21일 밤에 출동하여 중구 황금정과 명치정 일대를 수색, 환락가를 근거로 수사 탐문하다가 2월 22일밤 중구 일대의 사창가에서 이들 범인들을 검거하였다. 이들은 명치정의 모 카페에서 검거되었다.
1946년 2월 22일 이들은 서울 중구 일대에서 행인 약탈을 기도하였고, 당시 6관구 경찰서는 카페 주변에서 범인을 수색하였다. 그런데 경찰서 김교신(金敎信, 가명)이 때마침 술취한 미군 병정들과 시비를 붙어 구타당하는 것을 이들이 목격하게 되었다. 이들 불량배들은 '자기 동포가 미국 군인에게 매맞는 것을 그냥 둘 수 없다.'며 미군 병사를 습격하였다. 이들 갱단들은 미군 병사 한명을 집단으로 구타하였다. 한편 윤명선의 호상소(장례식장)으로부터 초와 향을 사러 갔던 모 씨가 이를 발견, 곧 제6경찰서로 이 사실을 알렸고, 곧 제6감 경찰서는 이 보고를 듣고 즉시 사복경찰관을 파견하였다. 제6관구 경찰서는 이들 불량배들을 미행하여 그들의 소재를 밝힌 다음 2월 23일 새벽 2시경 일제 검거하여 은신처를 찾았다. 2월 23일 이들은 중구 신정(新町)의 유곽과 술집 여급의 집, 그리고 불량배들의 아지트를 급습하여 포박하였다.
시신은 경기도 양주군 구리면 망우리(현 서울특별시 중랑구 망우리동)에 안장되었다.

## 기타
- 1930년 6월 28일 충청남도 공주군 갑부 김갑순의 딸 김정자와 결혼하였다.
- 그는 보성전문학교 재학 중 럭비풋볼 선수였다.[8] 김을한은 그가 럭비 풋볼의 명 선수였다고 했다.

## 가족 관계
- 할아버지: 윤영렬(尹英烈, 1854년 4월 15일 ~ 1939년 11월 4일)
- 할머니: 한진숙(韓鎭淑, 1851년 ~ 1938년 2월 18일), 한말 전라도 관찰사와 경상도 관찰사, 육군 참장을 지낸 한진창(韓鎭昌)의 누이
- 아버지 : 윤치오(尹致旿, 1869년 8월 5일 ~ 1950년 12월 2일)
- 어머니 : 이숙경(李淑卿, 1869년 8월 14일 ~ 1906년 1월 25일)
  - 형: 윤일선(尹日善, 1896년 10월 5일 - 1987년 6월 22일)
  - 형수 : 조마구례(趙瑪玖禮, 다른 이름은 조영숙(趙榮淑), 1901년 12월 14일 ~ 2003년 8월 9일)
  - 동생: 윤왕선(尹旺善, 1902년 1월 - 1926년 8월 20일)
  - 동생: 윤승선(尹昇善, 1904년 8월 7일 - 1966년 7월 20일)
  - 누나: 윤시선(尹時善, 1898년 5월 30일 ~ ?), 화가, 1950년 8월 30일 납북됨
    - 매형: 민원식(閔瑗植, 1898년 - ?) - 독립운동가, 민영환의 6촌인 민영철의 셋째 아들, 독립운동가 김규식의 보좌진, 1950년 8월 30일 납북됨

  - 여동생 : 윤정선(尹晶善, 1908년 7월 8일 - ?)
- 계모 : 윤고려(尹高麗, 다른 이름은 윤고라, 1891년 4월 14일 ~ 1913년 12월 28일) - 김윤정(金潤晶)의 딸[9] 윤고려는 본래 김씨이나 남편을 따라 성을 바꾸었다.[10][11]
  - 여동생 : 윤융희[12]
  - 동생 : 윤욱선
  - 동생 : 윤창선[12]
- 계모 : 현송자(玄松子, 1899년 5월 16일 ~ 1978년)
  - 동생 : 윤영선(尹暎善, 1922년 11월 11일 - , 의사·정신과 전문의)
  - 동생 : 윤대선(1929년 2월 23일 - 1939년 11월 30일)
  - 여동생 : 윤환선(尹晥善)
  - 여동생 : 윤효선(尹曉善, 1925년 4월 7일 - )

- 처 : 김정자(金貞子, 1907년 10월 10일 - 1959년 4월 3일), 나중에 이름을 귀자(貴子)로 개명하였다.
  - 아들 : 윤일구
  - 며느리 : 다이애나 윤(Diane Yun)
    - 손녀 : 앨리스 윤(Elise Yun)

  - 아들 : 윤오구

- 장인 : 김갑순(金甲淳, 일본식 이름:金井甲淳, 1872년 5월 22일 ~ 1961년 6월)
  - 처남 : 김종석(金鍾奭)
  - 처남댁 : 김학필 (김윤환의 딸)
  - 처남댁 : 이절자 (이규완의 딸)
  - 처남 : 김종소(金鍾素)
  - 처남댁 : 이씨, 이병길의 딸

## 같이 보기
- 윤치오
- 윤일선
- 윤치왕
- 윤보선
- 김갑순
- 윤고려

## 참고 자료
- 해평윤문 홈페이지
- 윤치호, 《윤치호일기 1916~1943》 (김상태 편역, 인물과 사상사, 2001)